# USS LST-536
O USS LST-536 foi um navio de guerra norte-americano da classe LST que operou durante a Segunda Guerra Mundial.